# Abradatas en Pantheia

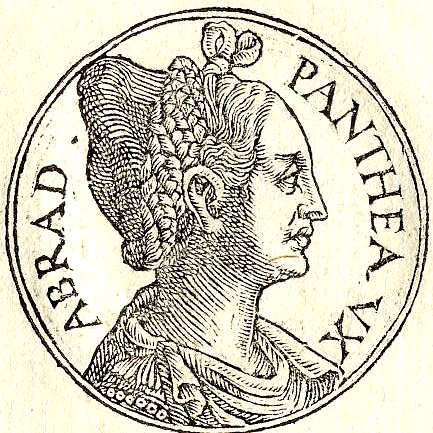
Een afbeelding van Pantheia, gemaakt door Guillaume Rouille in 1553.

Abradatas (῾Αβραδατας) en zijn vrouw Pantheia zijn de (waarschijnlijk grotendeels fictieve) hoofdfiguren uit een beroemde novelle binnen de Cyropaedia (Grieks Κύρου Παιδεία), een werk van de Griekse schrijver Xenophon.

## Het verhaal
Abradatas was vorst van Susa en een bondgenoot van de Assyriërs tegen Cyrus. Als zijn gemalin Pantheia bij de inname van het Assyrische kamp in handen van Cyrus valt, terwijl hij zelf weg was op een missie tegen de Bactriërs, gedraagt Cyrus zich heel voornaam tegenover deze gereputeerd beeldschone vrouw, en is zo bezonnen zich verre van haar te houden. Hij vertrouwt haar toe aan de hoede van zijn vertrouweling Araspas, die eerder had gesnoefd dat hij elke seksuele aandrang wel de baas kon blijven. Niettemin wordt Cyrus hopeloos verliefd op Pantheia. Om zowel de eerbaarheid van Pantheia als van Araspas te sparen, zendt hij deze laatste uit op een geheime missie, waardoor hij voor lange tijd uit Pantheia’s buurt zal blijven. 
 Wanneer Abradatas verneemt met hoeveel respect Cyrus zijn vrouw heeft behandeld, kiest hij diens zijde en vervoegt hij zich bij hem met al zijn troepen. 
 Hij sneuvelt echter in de strijd, terwijl hij in gevecht verwikkeld was tegen de Egyptenaren. Ontroostbaar in haar verlies, maakte Pantheia een einde aan haar eigen leven, en haar voorbeeld werd gevolgd door haar eunuchen.
Cyrus liet ter ere van hen een hoge heuvel opwerpen: op een pilaar op de heuveltop waren de namen van Abradatas en Pantheia in Syrische letters ingeschreven; en drie kolommen eronder droegen de inscriptie σκηπτούχων ("van de scepterdragenden") ter ere van de eunuchen

## De receptie
Het verhaal van Xenophon werd later in de oudheid overgenomen door Lucianus en Philostratus. Het wordt eveneens naverteld in de 16e-eeuwse novellen van Matteo Bandello (ca. 1480 - 1562) en William Painter (1540? - 1594) en in de gedichten van Hans Sachs (1494-1576).